# 厄耶科通
厄耶科通（法語：Heuilley-Cotton，法語發音：[œjɛ kɔtɔ̃]）是法国上马恩省的一个旧市镇，属于朗格勒区。2016年，厄耶科通与市镇维勒居西安勒拉克合并为新的维勒居西安勒拉克。

## 地理
厄耶科通（47°46'24"N, 5°21'56"E）面积10.09 平方千米，位于法国大東部大區上马恩省，该省份为法国东北部内陆省份，北起马恩省和默兹省，西接奥布省，西南接科多尔省，东南接上索恩省，东临孚日省。
与厄耶科通接壤的市镇（或旧市镇、城区）包括：沙西尼、科翁、大厄耶、隆若-佩尔塞、努瓦当沙特努瓦、维勒居西安勒拉克。

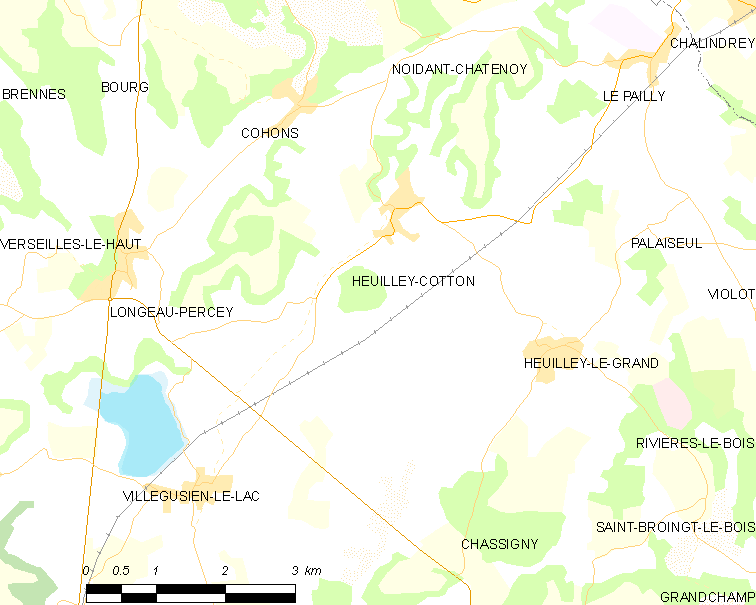
厄耶科通的OSM定位图

厄耶科通的时区为UTC+01:00、UTC+02:00（夏令时）。

## 行政
厄耶科通的邮政编码为52600，INSEE市镇编码为52239。

## 政治
厄耶科通所属的省级选区为维勒居西安勒拉克县。

## 人口

1962-2008年间厄耶科通人口变化图示

厄耶科通于2018年1月1日时的人口数量为296人。